# 曹回镇
曹回镇，是中华人民共和国重庆市垫江县下辖的一个乡镇级行政单位。

## 行政区划
曹回镇下辖以下地区：
回龙社区、乐安社区村、安山村、徐白村、河南村、石鼓村、大坪村、龙家村、马竺村、银珠村、平安村和莲花村。